# Rabin Parmessar
Rabindre Tewari (Rabin) Parmessar (Nickerie, 17 november 1952) is een Surinaams politicus. Hij is lid van de Nationale Democratische Partij (NDP) van Desi Bouterse. In 2005 was hij namens deze partij kandidaat voor de presidentsverkiezingen. Hij verloor deze verkiezingen en Ronald Venetiaan werd voor de derde keer president. Van 2013 tot 2015 was hij minister van Openbare Werken in het eerste kabinet Bouterse en van 2019 tot 2020 minister van Landbouw, Veeteelt en Visserij in Bouterses tweede kabinet. Sinds 2020 is hij lid van De Nationale Assemblée en fractieleider van de NDP.

## Biografie
Rabin Parmessar werd geboren in het district Nickerie in een Hindoestaans gezin. Hij haalde enkele onderwijsakten in Suriname, en vertrok toen naar Nederland. Daar studeerde hij niet-westerse sociologie aan de Erasmus Universiteit Rotterdam. In 1984 studeerde hij af aan de Rijksuniversiteit Leiden. Hierna volgde hij in Egypte en Frankrijk cursussen op het gebied van rurale ontwikkeling en planning.
Parmessar keerde terug naar Suriname en werkte vanaf 1985 op het Ministerie van Onderwijs en Volksontwikkeling. Hij was destijds lid van de politieke partij DA '91, maar zou de partij later de rug toe hebben gekeerd uit teleurstelling over alle vriendjespolitiek. Op 5 februari 1990 werd hij versneld tot Surinamer genaturaliseerd. In 1994 benoemde de eerste regering-Venetiaan hem tot directeur van het Academisch Ziekenhuis Paramaribo. Parmessar reorganiseerde het verwaarloosde ziekenhuis, dat te kampen had met enorme problemen zoals een haperende toevoer van water. Ook legde hij goede contacten met het Academisch Ziekenhuis Maastricht en andere Nederlandse ziekenhuizen, waardoor onder meer hartoperaties in Suriname mogelijk werden. Op 2 januari 1999 werd Parmessar tijdens een kerkdienst van de Evangelische Broedergemeente Suriname in de Grote Stadskerk gehuldigd door de Stichting Sibibusi omdat hij, aldus de stichting, door goed management en persoonlijk optreden het vertrouwen in het Academisch Ziekenhuis Paramaribo had weten te herstellen. Hij was de eerste persoon die een dergelijk eerbewijs ten deel viel.

## Conflicten en malversaties
Dat hij op het ziekenhuis een prikklok invoerde en eiste dat iedereen die gebruikte, werd Parmessar met name door het hogere kader zeer kwalijk genomen. De maatregelen die werden getroffen bevielen de specialisten niet, omdat zij altijd de macht hadden binnen het ziekenhuis. Hij raakte in conflict met de Raad van Commissarissen toen hij geen medewerking verleende aan het verzoek enkele personen die dicht bij de Raad stonden te benoemen. Vermoedelijk waren hun belangen niet in overeenstemming met die van het ziekenhuis. Opmerkelijk was dat de houding van de Raad veranderde op het moment dat de toenmalige directeur niet wilde meewerken aan die verzoeken.
In de loop van 2001 werd bij het ziekenhuis een accountantsonderzoek ingesteld. Na verloop van tijd weigerde Parmessar de onderzoekers te woord te staan, omdat duidelijk werd dat het onderzoek opgezet was met andere intenties. De Landaccountantsdienst had al rapporten opgemaakt, waarin geen ongebruikelijke zaken waren opgenomen, administratief was alles correct. De Raad van Commissarissen vervoegde zich bij het ziekenhuis om Parmessar te schorsen als directeur, waar de raadsleden niet bevoegd voor waren. Parmessar schakelde daarop de veiligheidsdienst van het ziekenhuis in om de raadsleden de toegang tot een deel van het ziekenhuis te beletten, waarop de raadsleden de politie te hulp riepen. Hierop verzocht Parmessar meerdere malen zowel president Venetiaan als de Minister van Volksgezondheid, het optreden van de Raad van Commissarissen te veroordelen. Opmerkelijk genoeg liet de regering keer op keer niets van zich horen.
Parmessar wachtte verder niet op het optreden van de regering. Hij kondigde president Venetiaan aan ontslag te zullen nemen per 1 januari 2002 en ging per 1 oktober 2001 met verlof. Gezien de ontwikkelingen en de omstandigheden meenden velen dat de aantijgingen van de toenmalige raadsleden het gevolg waren van politieke rancune.

## Nederlands paspoort
Parmessar vertrok naar Nederland, waar hij onder meer bij het Boumanhuis werkte, een instelling voor verslaafdenzorg te Rotterdam. Op 1 september 2004 verstrekte de gemeente Bodegraven hem een Nederlands paspoort. Vele Surinamers die voor 1975 waren geboren en naar Nederland waren vertrokken, hadden te maken met een dubbele nationaliteit. Niet op zijn Surinaamse paspoort, maar op zijn nieuwe Nederlandse paspoort reisde Parmessar vervolgens naar Suriname, na een inreisvisum te hebben aangevraagd. Op dit inreisvisum vulde hij in dat hij de Nederlandse nationaliteit bezat. NDP-presidentskandidaat Desi Bouterse presenteerde Parmessar tijdens een NDP-meeting op 5 februari 2005 te Nickerie als NDP-vicepresidentskandidaat. Parmessar verklaarde beschikbaar te zijn voor alle functies waarbij hij een positieve bijdrage zou kunnen leveren aan land en volk, en ook 'voor de kandidatuur van de vicepresident'. Hij verklaarde er tegenstander van te zijn om een politieke partij, de samenleving en het landsbestuur slechts op basis van etniciteit te organiseren.

## Presidentsverkiezingen 2005
Toen al werd geroepen dat Parmessar krachtens de Surinaamse grondwet waarschijnlijk niet verkiesbaar was omdat hij niet langer de Surinaamse nationaliteit zou bezitten. Bouterse zette echter door. Op 15 juli schoof hij zijn vicepresident zelfs naar voren als presidentskandidaat. Zelf ambieerde Bouterse onverwachts geen positie meer. Wilfried Roseval (VVV) werd de nieuwe vicepresidentskandidaat.
Parmessar moest het opnemen tegen zittend president Ronald Venetiaan. Bij de eerste stemming op 19 juli in De Nationale Assemblee haalden geen van beide kandidaten de vereiste tweederdemeerderheid. Nog voor de tweede stemming doken kopieën van papieren op waaruit bleek dat Parmessar een Nederlands paspoort had en dit ook publiekelijk kenbaar had gemaakt. Verschillende partijen opperden dat hij waarschijnlijk niet meer de Surinaamse nationaliteit bezat. Ook werd duidelijk dat Parmessar al enkele jaren in Nederland woonde en dus niet voldeed aan het grondwettelijk vereiste dat een Surinaamse presidentskandidaat voorafgaand aan de verkiezingen zes jaar onafgebroken in Suriname moet hebben gewoond en gewerkt. Op 21 juli werd de tweede verkiezingsronde uitgesteld opdat deze kwesties konden worden onderzocht. Uit het onderzoek is nooit gebleken dat Parmessar niet meer de Surinaamse nationaliteit bezat.
Nadat Bouterse had gedreigd ook over Nieuw Front-leden een boekje open te doen en zijn aanhangers te zullen mobiliseren, besloot het Surinaams parlement "in het algemeen belang en voor orde en rust" Parmessar toch toe te laten tot de tweede stemronde, die op 26 juli plaatsvond. Opnieuw haalde geen van beide kandidaten een tweederdemeerderheid. Nu moest de Verenigde Volksvergadering van landelijke en plaatselijke volksvertegenwoordigers een beslissing nemen.
Op 3 augustus werd Venetiaan herkozen als president van Suriname. Hij haalde 560 van de 879 stemmen. Parmessar kreeg 315 stemmen.

## Vervolg
Bij de presidentsverkiezingen van 2010 werd Parmessar herkozen tot lid van de Nationale Assemblée. Medio 2013 was Parmessar benoemd tot Minister van Openbare Werken. Onder zijn leiding werd onder meer de nachtdienst voor vuilophaal ingevoerd. Vervolgens werd hij bij de presidentsverkiezingen van 2015 voor de derde keer gekozen tot lid van de Nationale Assemblée.
In januari 2016 werd Parmessar aangesteld als algemeen directeur van de Energiebedrijven Suriname.
In 2019 volgde hij Lekhram Soerdjan op als minister van Landbouw, Veeteelt en Visserij in het kabinet-Bouterse II. Hier bleef hij aan tot 2020.
Na de verkiezingen van 2020 keerde hij terug in DNA als fractieleider van de NDP. Tijdens de verkiezingen van 2025 stond hij op nummer 6 van de lijst van de NDP en werd hij herkozen.